# Санта-Джемма-Гальгани (титулярная церковь)
Титулярная церковь Санта-Джемма-Гальгани (лат. Titulus Sanctae Gemmae Galgani) — титулярная церковь была создана Папой Франциском 30 сентября 2023 года. Титулярная церковь принадлежит церкви Санта-Джемма-Гальгани, расположенной в квартале Рима Монте-Сакро, на виа Монте Мето.  

## Список кардиналов-священников титулярной церкви Санта-Джемма-Гальгани
- Стивен Амею Мартин Мулла — (30 сентября 2023 — по настоящее время).